# Ван де Стрек, Сандер
Сандер ван де Стрек (нидерл. Sander van de Streek; родился 24 марта 1993, Барневелд, Нидерланды) — нидерландский футболист, полузащитник турецкого клуба «Антальяспор».

## Клубная карьера
Ван де Стрек — воспитанник клуба СДВ «Барневелд». В возрасте 18 лет подписал контракт с клубом «Витесс» из Арнема. В начале 2013 года для получения игровой практики Сандер на правах аренды перешёл в эстонскую «Флору». 2 марта в матче против таллинского «Калева» он дебютировал в чемпионате Эстонии. 9 марта в поединке против «Пайде» ван де Стрек сделал хет-трик, забив свои первые голы за «Флору». Сандер помог клубу завоевать Кубок Эстонии. По окончании аренды контракт ван де Стрека с «Витессом» истёк и Сандер подписал соглашение с «Камбюром». 22 августа 2014 года в матче против «Хераклеса» он дебютировал в Эредивизи. 14 сентября в поединке против «Гронингена» Сандер забил свой первый гол за «Камбюр». По итогам сезона клуб вылетел в Эрстедивизи. В сезоне 2016/2017 ван де Стрек забил 22 мяча, став лучшим бомбардиром команды, но это не обеспечило клубу возвращения в элиту.
Летом 2017 года Сандер перешёл в «Утрехт». 11 августа в матче против АДО Ден Хааг он дебютировал за новый клуб. В этом же поединке ван де Стрек забил свой первый гол за «Утрехт».

## Достижения
Командные
«Флора»
- Обладатель Кубка Эстонии — 2012/2013